# Clusia brittonii
Clusia brittonii  es una especie de planta con flor en la familia Clusiaceae.

## Descripción
Es un arbusto de hojas obovadas a obovado-oblongas, de 3-7 cm, cuneadas a obtusas o redondeadas en la base, el ápice anchamente redondeado, los nervios laterales numerosos paralelos en la haz, el margen algo recurvo. Las inflorescencias femeninas terminales, 3-floras; brácteas triangular-lanceoladas; sépalos aovado-orbiculares, los pétalos obovados, estaminodios numerosos, connados, triangulares, estigmas 5, el fruto es globoso, de 1.5 cm.

## Distribución y hábitat
Especie endémica del Valle de Viñales en Cuba, creciendo principalmente en las cimas de mogotes. Según su distribución restringida está considerada en peligro de extinción. 

## Taxonomía
Clusia brittonii fue descrita por Hermano Alain y publicado en Revista de la Sociedad Cubana de Botánica 10: 29. 1953.
Etimología
Clusia: nombre genérico otorgado en honor del botánico Carolus Clusius.
brittonii: epíteto otorgado en honor del botánico estadounidense Nathaniel Lord Britton. 